# Tippmannia bucki
Tippmannia bucki är en skalbaggsart som först beskrevs av Lane 1973. Tippmannia bucki ingår i släktet Tippmannia och familjen långhorningar.
Artens utbredningsområde är:
- Costa Rica.
- Panama.

Inga underarter finns listade i Catalogue of Life.